# Brittiska Östbengalen
Brittiska Östbengalen var en provins i Brittiska Indien som existerade åren 1905-1911. 
Bengalen var den största och folkrikaste provinsen i Brittiska Indien som sträckte sig ända från nuvarande gränsen mot Myanmar till Ganges. Britterna satte upp sin administrativa huvudstad i Bengaliska Calcutta. Samtidigt var Bengalen ett viktigt centrum för indisk nationalism. Vicekungen George Curzon, 1:e markis Curzon av Kedleston föreslog en delning av Bengalen med hänvisning till att förenkla administrationen och beslutade den 16 oktober 1905 att dela upp provinsen i två delar. Calcutta blev provinshuvudstad i den västra provinsen som fick namnet Brittiska Västbengalen kom att bestå av de territorier som utgör dagens Västbengalen, Bihar och Odisha. Östbengalen kom att bestå av det som idag utgör Bangladesh samt de nordostligaste av dagens indiska delstater. 
Uppdelningen kom att uppfattas av den indiska frihetsrörelsen som ett försök att splittra det nationella motståndet genom att isolera den intellektuella indiska eliten i Calcutta från den jordbrukande övervägande muslimska befolkningen i öster. Detta ledde till stora protester och oroligheter bland befolkningen. 1912 slogs provinsen åter ihop med Brittiska Västbengalen. I samband med detta avskiljdes de delar som inte hörde till det traditionella Bengalen; Bihar, Orissa och Assam. Huvudstaden för Brittiska Indien flyttades samtidigt från Calcutta till Delhi.
Bengalen kom att leva kvar som en enhet fram till Indiens självständighet 1947 då provinsen åter kom att delas i en östlig och en västlig del där den östliga delen kom att utgöra Östpakistan vilket idag är Bangladesh.